# Priozersk
Priozersk (Приозерск in russo, fino al 1948 nota in finlandese come Käkisalmi, in svedese Kexholm) è una città della Russia, di circa 20.000 abitanti, che sorge sulle rive del fiume Vuoksi e del lago Ladoga, attualmente è il capoluogo del Priozerskij rajon.

## Storia
Fondata nel 1143, è sempre stata al centro di lotte per il suo possesso da parte di svedesi, finlandesi e russi. Nella cittadina si conservano la Fortezza di Korela e, secondo alcuni studiosi, la tomba di Rjurik.
Fin dal medioevo, Priozersk era nota come Korela ai russi, e come Käkisalmi ai careli e ai finnici. La città era parte di una regione della Repubblica di Novgorod. I registri delle tasse di Novgorod dell'anno 1500, elencano 183 case a Korela, da cui si può stimare una popolazione di 1500-2000 abitanti. Gli svedesi catturarono due volte Korela: nel 1578, per 17 anni, e nel 1611, per 100 anni.

### Contea di Kexholm
Nell'Impero Svedese, la fortezza era chiamata Kexholm, da cui la denominazione di contea di Kexholm per l'intero distretto. La Russia si assicurò definitivamente questo territorio nel corso della grande guerra del nord, anche se il nome svedese della città venne mantenuto, come Keksgol'm (Кексгольм). La popolazione era però stata più volte decimata da guerre e disastrosi incendi (1300, 1580, 1634, 1679), e quando, nel 1800, venne istituito il primo tribunale della città, la popolazione era di soli 400 abitanti.
Nel 1812, a seguito della formazione del Granducato di Finlandia, tre anni prima all'interno dell'Impero Russo, lo zar Alessandro I incorporò Kexholm insieme al resto della Vecchia Finlandia nella nuova regione autonoma. Käkisalmi era la più piccola città della provincia di Viipuri. La crescita della città venne favorita dalla costruzione della ferrovia fra San Pietroburgo e Hiitola nel 1917.
Il 30 novembre 1939 ebbe inizio la guerra d'inverno, con l'attacco sovietico. Dopo aspre battaglie, la Finlandia fu costretta a cedere Käkisalmi, insieme all'intera Carelia finlandese all'Unione Sovietica, con il trattato di pace firmato a Mosca il 13 marzo 1940. Nel corso della Guerra di Continuazione, dal 1941 al 1944, la Finlandia riguadagnò Käkisalmi ed altri territori, ceduti nel 1940 ai sovietici, la popolazione tornò a ricostruire la città, ma fu nuovamente evacuata alla fine della seconda guerra mondiale.
Nell'ultimo anno di sovranità finlandese, il 1939, Käkisalmi aveva una popolazione di 5 083 abitanti. Intorno alla città vi era l'omonima zona agricola, con una popolazione di 5 100 persone. La minoranza Ortodossa contava 946 persone, e circa 100 abitanti dichiaravano di parlare come lingua madre lo svedese, il russo o il tedesco. La popolazione totale era di 11 129 persone.
Alla fine della seconda guerra mondiale la città è stata ceduta alla Russia dalla Finlandia ed ha assunto la denominazione attuale, ultima di una lunga serie; la città infatti si chiamò Korela (Корела) fino al 1611, Kexholm (Кексгольм) nei periodi 1611–1918 e 1940–48 e Käkisalmi (Кякисалми) nel periodo 1918–1940.
Nel 1948, Käkisalmi venne ridenominata Priozersk, come altre città e comunità annesse dalla Finlandia all'oblast' di Leningrado nel 1947. I nuovi nomi dati nel 1948 non avevano alcun collegamento con i nomi storici, eccetto Vyborg. La nuova Priozersk venne popolata con abitanti del tutto nuovi, soprattutto russi, bielorussi e ucraini, dall'Unione Sovietica, che sono ancora oggi la maggioranza della popolazione locale.
I bastioni e le torri della vecchia Fortezza Korela sono situati sulla riva del fiume Vuoksi, visibile arrivando in città da San Pietroburgo. Nella Fortezza ha sede un piccolo museo della storia della città e della regione.